# Marc Ruhe
Marc Ruhe, né le 10 février 1973 est un triathlète liechtensteinois, champion d'Europe en 2002 et champion du monde en 2002 de triathlon d'hiver.

## Biographie

### Vie privée et professionnelle
Marc Ruhe est docteur en physiothérapie, il est marié à Rosaria, ils ont ensemble deux fils et vivent à Balzers au Liechtenstein.

## Palmarès
Le tableau présente les résultats les plus significatifs (podium) obtenus sur le circuit international de triathlon d'hiver depuis 2001.
| Année | Compétition                                                | Pays      | Position           | Temps           |
| ----- | ---------------------------------------------------------- | --------- | ------------------ | --------------- |
| 2003  | Championnats d'Europe de triathlon d'hiver                 | Slovaquie | Médaille d'argent  | 1 h 23 min 51 s |
| 2003  | Coupe du monde triathlon d'hiver - l'étape de Panticosa    | Espagne   | Médaille d'argent  | 1 h 12 min 32 s |
| 2003  | Coupe du monde triathlon d'hiver - l'étape de La Partacua  | Espagne   | Médaille de bronze | 1 h 12 min 35 s |
| 2003  | Coupe du monde triathlon d'hiver - l'étape d'Alagna        | Italie    | Médaille d'or      | 1 h 26 min 12 s |
| 2003  | Coupe du monde triathlon d'hiver - l'étape de Donovaly     | Slovaquie | Médaille d'argent  | 1 h 23 min 51 s |
| 2002  | Championnats du monde de triathlon d'hiver                 | Allemagne | Médaille d'or      | 1 h 29 min 44 s |
| 2002  | Championnats d'Europe de triathlon d'hiver                 | Autriche  | Médaille d'or      | 1 h 47 min 18 s |
| 2002  | Coupe du monde triathlon d'hiver - l'étape de Jaca         | Espagne   | Médaille d'or      | 1 h 22 min 39 s |
| 2002  | Coupe panaméricaine triathlon d'hiver - l'étape de Canmore | Canada    | Médaille d'or      | 1 h 23 min 1 s  |
| 2002  | Coupe du monde triathlon d'hiver - l'étape de Stoos        | Suisse    | Médaille de bronze | 1 h 21 min 30 s |
| 2002  | Coupe d'Europe triathlon d'hiver - l'étape de Wildhaus     | Suisse    | Médaille d'argent  | 1 h 16 min 50 s |
| 2001  | Championnats d'Europe de triathlon d'hiver                 | Autriche  | Médaille de bronze | 1 h 29 min 23 s |